# Ralfsiales
Ralfsiales es un grupo de algas feofíceas conocidas como "algas incrustadas", ya que habitan incrustadas sobre el sustrato rocoso costero. Este grupo ha sido definido sobre la base de similitudes a nivel del desarrollo del talo, estructura celular, cloroplastos, órganos reproductivos y ciclo celular.